# Stella di classe B V

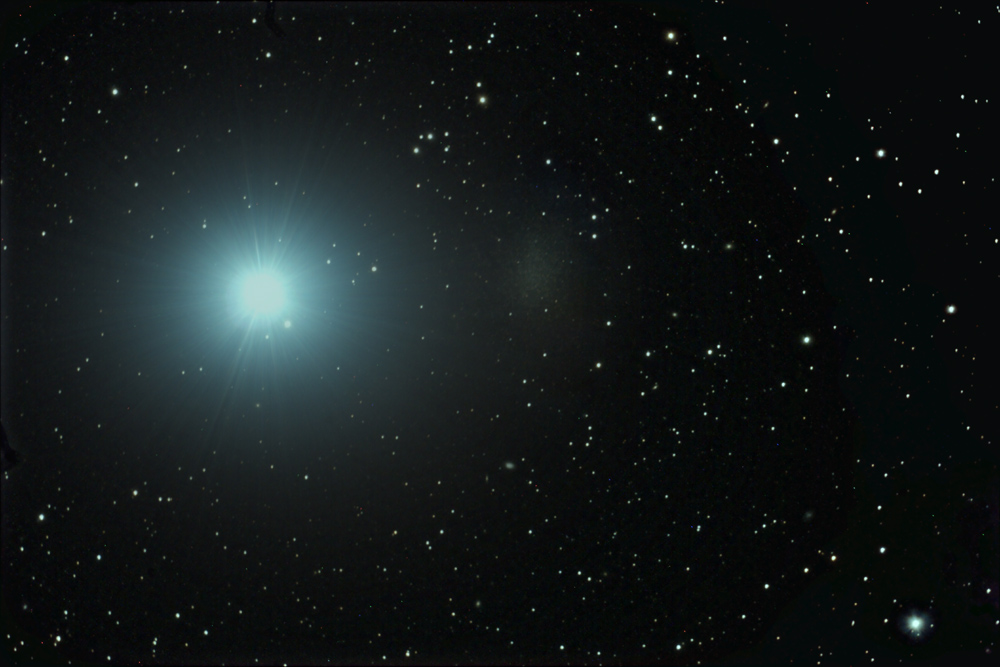
Regolo è la stella più brillante dell'immagine. La debole macchia chiara al centro è la galassia nana sferoidale UGC 5470.

Una stella di classe B V (o stella azzurra di sequenza principale o stella B V, in passato nana bianco-azzurra) è una stella di sequenza principale (ovvero che nel proprio nucleo fonde l'idrogeno in elio) di classe spettrale B e classe di luminosità V (5 in numeri romani).
Tali stelle hanno una massa compresa tra 2 e 16 masse solari e temperature superficiali comprese tra 10000 e 30000 K.
A questa categoria stellare appartiene un numero cospicuo di astri, tra cui Regolo, Algol A e Spica B.